# Caryophyllia pauciseptata
Caryophyllia pauciseptata är en korallart som beskrevs av Yoshitaka Yabe och Katsuyuki Eguchi 1932. Caryophyllia pauciseptata ingår i släktet Caryophyllia och familjen Caryophylliidae. Inga underarter finns listade i Catalogue of Life.